# Vicente López (Buenos Aires)
Vicente López ist eine Stadt in dem gleichnamigen Partido Vicente López der Provinz Buenos Aires in Argentinien. Sie ist Teil des Ballungsraums von Gran Buenos Aires. Sie hatte 2001 etwa 24.000 Einwohner und grenzt im Norden an die Paraná-Straße, im Westen an die Avenida Constituyentes, im Süden an die Avenida General Paz und im Osten an den Río de la Plata.

## Name
Mit dem Namen der Stadt wird Vicente López y Planes geehrt, ein argentinischer Schriftsteller und Politiker, der den Text der argentinischen Nationalhymne geschrieben hat, Gouverneur der Provinz Buenos Aires (nach dem Sturz von Juan Manuel de Rosas) und dann Präsident von Argentinien als Nachfolger von Bernardino Rivadavia wurde.

## Einwohner
Die meisten Einwohner sind Nachkommen italienischer und spanischer Einwanderer. Es gibt auch Nachkommen unter anderem von Deutschen, Polen, Ukrainern, Armeniern und Kroaten.

## Wirtschaft
Die wichtigste Handelsstraße ist die Avenida del Libertador. Der zu Vicente López gehörende Abschnitt der Avenida Libertador ist vor allem auf Händler von Luxusautos und Schiffsmotoren spezialisiert, da diese Avenida von einigen der wohlhabendsten Stadtviertel im Großraum Buenos Aires (wie Acassuso, San Isidro und Olivos) leicht zu erreichen ist.

## Sport

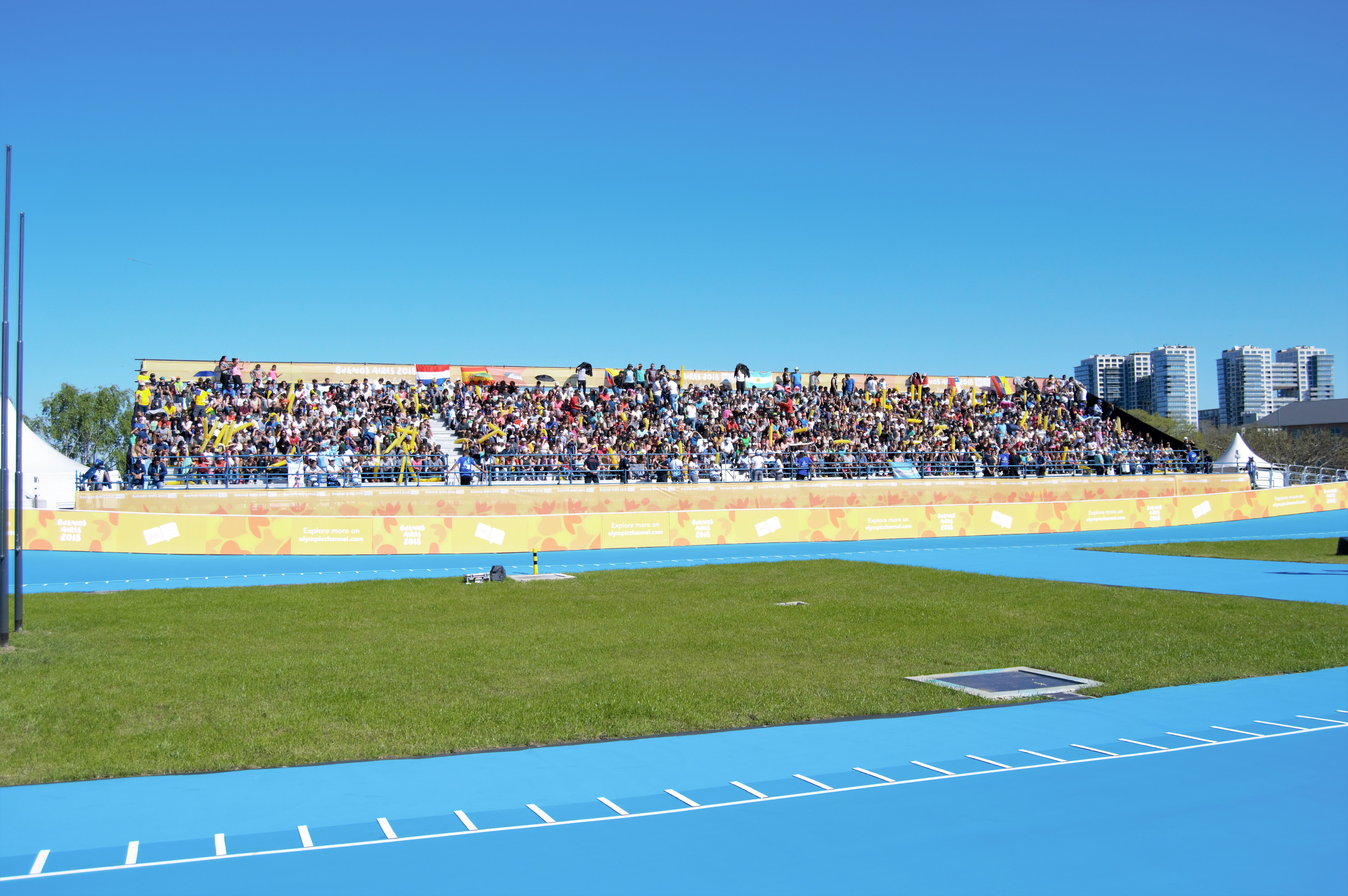
Inline-Speedskating-Anlage während der Olympischen Jugendspiele 2018

Während der Olympischen Jugend-Sommerspiele 2018 wurde in Vicente López die temporäre Sportanlage Paseo de la Costa für Roller-Speedskating sowie die BMX-Rennen errichtet.

## Söhne und Töchter der Stadt
- Norberto Alonso (* 1953), Fußballspieler
- Lucas Daniel Echenique (* 1983 oder 1984), Fußballspieler
- Cristián Torres (* 1985), Fußballspieler[2]
- Facundo Conte (* 1989), Volleyballspieler
- Delfina Merino (* 1989), Hockeyspielerin
- Pilar Campoy (* 1990), Hockeyspielerin